# Liste der Geotope im Landkreis Hildesheim
Die Liste der Geotope im Landkreis Hildesheim enthält die Geotope im Landkreis Hildesheim in Niedersachsen. Einige dieser Geotope stehen zugleich als Naturdenkmal (ND), Landschaftsschutzgebiet (LSG), Naturschutzgebiet (NSG) oder Teil von diesen unter Schutz.
| Geotop-Nr. | Bezeichnung                                       | Ort                                                                     | Bemerkung | Koordinaten                     | Bild                 |
| ---------- | ------------------------------------------------- | ----------------------------------------------------------------------- | --- | ------------------------------- | -------------------- |
| 3725/13    | Schwarzerdeprofil Asel                            | Asel                                                                    | Richtprofil. Stratigraphie: Unterkreide bis Quartär – Pleistozän, Weichsel-Kaltzeit. Petrographie: Weichseleiszeitlicher Löß liegt als schluffreiches, kalkhaltiges Windsediment über Ton- und Mergeltonstein der Unterkreide. Naturdenkmal ND Hi 329.                                | 52° 12′ 4″ N, 9° 57′ 57,2″ O    | weitere Bilder       |
| 3823/02    | Aufgelassener Steinbruch mit Saurierfährten       | Osterwald, 2 km E Sennhütte. Westlich von Mehle                         | Sedimentstrukturen. Durchmesser 150 m auf Sohle; Durchm. 250 m ab Rand. Reiche Fülle von Spuren und Fährten (Saurier) und diversen Sedimentationsmarken. Stratigraphie: Unterkreide, Bückeberger Formation (Wealden-Hauptsandstein). Landschaftsschutzgebiet LSG Hi 55.               | 52° 7′ 35,8″ N, 9° 39′ 22,7″ O  |                      |
| 3824/01    | Ehem. Kiesgrube                                   | ca. 500 m SSW Burgstemmen, Elze                                         | Kiesgrube. Länge 150 m, Höhe 8 m. Stratigraphie: Quartär-Pleistozän. Petrographie: Löß der Weichsel-Kaltzeit, Geschiebelehm-Schmelzwasserkies-Beckensand-Leine Kies der Saale Kaltzeit.                                                                                               | 52° 8′ 10,7″ N, 9° 46′ 7,7″ O   |                      |
| 3824/04    | Kiesgrube im NSG „Leineaue unter dem Rammelsberg“ | 2 km NW Betheln                                                         | Kiesgrube. Länge 100 m, Breite 250 m. Stratigraphie: Quartär-Pleistozän, Saale-Kaltzeit. Petrographie: Schmelzwasserkies und Blöcke in schräger Schichtlagerung, z. T. mit Lagerungsstörungen, Endmoräne. Im Naturschutzgebiet NSG HA 129 „Leineaue unter dem Rammelsberg“            | 52° 7′ 0,8″ N, 9° 46′ 0,1″ O    |                      |
| 3825/08    | Schichtenanschnitte                               | am Hangfuß oberhalb der Straße „Zur scharfen Ecke“ NW Itzum, Hildesheim | Fossilienvorkommen. Länge 300 m. Stratigraphie: Unterer Jura, Unter-Toaricium. Petrographie: Tonmergelstein mit Kalkstein-Lagen und-Geogen, z. T. mit Muschelschalen, selten mit Ammoniten. Im Naturschutzgebiet NSG-HA 109 „Am roten Steine“.                                        | 52° 7′ 8″ N, 9° 58′ 51,6″ O     |                      |
| 3826/01    | Steinbruch in Heersumer Schichten                 | ca. 1 km SSE Wendhausen, Schellerten                                    | Gesteinsaufschluss. Länge 50 m, 15 m, Höhe 6 m, Größe 100 m². Stratigraphie: Jura, Heersumer Schichten (Oxfordium; Malm, Weißjura). | 52° 7′ 18,1″ N, 10° 4′ 18,1″ O  |                      |
| 3923/10    | Sandgrube                                         | 1,5 km SW Weenzen, 2 km SE Thüste. Duingen                              | Sandgrube. Länge 250 m, Breite 400 m. Stratigraphie: Tertiär-Pliozän und Miozän, z. T. älter. Petrographie: Sand, z. T. weiß („Glassand“) und Braunkohle; Ablagerungen am Rand einer Auslaugungssenke über dem Salzstock Weenzen.                                                     | 52° 0′ 38,9″ N, 9° 39′ 27,7″ O  |                      |
| 3924/01    | Trochitenkalk, ehem. Steinbruch                   | im Külf NO Lütgenholzen, Alfeld (Leine)                                 | Richtprofil. Länge 40 m, Breite 40 m, Höhe 10 m. Stratigraphie: Trias-Oberer Muschelkalk 1, Trochitenkalk. Petrographie: Tonplatten, Obere Schillkalke, Flaserkalke, Untere Schillkalke, Gelbe Basisschichten, Mittlerer Muschelkalk. Naturdenkmal ND HI 330 Steinbruch Lütgenholzen. | 52° 0′ 31″ N, 9° 46′ 16,7″ O    |                      |
| 3924/08    | Ehem. Steinbruch                                  | Holzer Schlie E Brüggen                                                 | Richtprofil. Stratigraphie: Oberkreide, Mittleres Cenoman. Petrographie: Kalkmergelstein, mit Inoceramen (Muscheln) und Ammoniten. Im Landschaftsschutzgebiet LSG-HI 59 „Sieben Berge u. Vorberge“.                                                                                   | 52° 2′ 13,9″ N, 9° 48′ 22″ O    |                      |
| 3924/11    | Ehem. Steinbruch                                  | Fuß der Sieben Berge E Eimsen, Alfeld (Leine)                           | Richtprofil. Durchmesser 20 m. Stratigraphie: Oberkreide, Unter-Turon. Petrographie: roter Mergelkalk. Im Landschaftsschutzgebiet LSG-HI 59 „Sieben Berge u. Vorberge“. | 52° 0′ 33,5″ N, 9° 49′ 37,6″ O  |                      |
| 3926/01    | Ehem. Steinbruch                                  | im Neubaugebiet von Wesseln, Bad Salzdetfurth                           | Gesteinsaufschluss. Länge 140 m, Breite 60 m, Höhe 8 m. Stratigraphie: Trias-Oberer Muschelkalk 1 und 2. Petrographie: 1 Sohle graue Mergelsteinlagen und ebenso mächtiger, grauer, harter, z. T. schillführender Kalkstein-Bänkchen.                                                 | 52° 5′ 1″ N, 10° 1′ 39,2″ O     |                      |
| 3926/02    | Quellteich                                        | ca. 1,5 km ESE Wehrstedt, Bad Salzdetfurth                              | Quelle. Länge 15 m, Breite 35 m. Petrographie: großer Quellteich. | 52° 2′ 22,6″ N, 10° 2′ 9,2″ O   | weitere Bilder       |
| 3926/06    | Ehem. Steinbruch im NSG „Steinberg bei Wesseln“   | Steinberg westlich Wesseln, Bad Salzdetfurth                            | Richtprofil. Länge 20 m, Breite 50 m, Fläche 10,3 ha. Stratigraphie: Trias-Oberer Muschelkalk, Trochitenkalk und Ceratitenschichten. Petrographie: Kalksteine, z. T. mit Trochiten.                                                                                                   | 52° 4′ 53,8″ N, 10° 1′ 11,6″ O  | weitere Bilder       |
| 4024/08    | Lippoldshöhle                                     | westlich Alfeld (Leine)                                                 | Höhle. Stratigraphie: Jura, Malm. Naturdenkmal ND-HI 232. | 51° 58′ 59,5″ N, 9° 45′ 22,7″ O | weitere Bilder       |
| 4025/03    | Kiesgrube/Sandgrube                               | 1 km NW Freden, Bockenem                                                | Endmoräne. Länge 800 m, Breite 500 m, Höhe 50 m. Stratigraphie: Quartär-Pleistozän, Saale-Kaltzeit. Petrographie: Schmelzwasser-Sand, am äußersten Eisrand schräggeschüttet; südlichstes Vorkommen der Saale-Eiszeit im Leinetal.                                                     | 51° 56′ 7,1″ N, 9° 52′ 8,4″ O   |                      |
| 4025/05    | Höhenzug des Selter mit Kalk-Klippen              | W Freden bis E Naensen, Bockenem                                        | Felsturm, Klippe. Höhe 50 m. Stratigraphie: Jura, Malm, Unterer bis Oberer Kimmeridge. Petrographie: Korallenoolith, Dolomit, Unterer Kimmeridge (15 m), Mittlerer Kimmeridge (25–30 m), Oberer Kimmeridge (50 m).                                                                    | 51° 54′ 25,6″ N, 9° 53′ 46,7″ O |                      |
| 4025/10    | Ehem. Steinbruch                                  | SW Irmenseul, Lamspringe                                                | Aufschluss, Gesteine. Stratigraphie: Oberkreide, höheres Ober-Turon 1. Petrographie: Mergelkalkstein mit 3-cm-Lage eines gelblich-schmierigen Tuffits (Vulkanasche). Im Landschaftsschutzgebiet LSG-HI 62 „Sackwald“.                                                                 | 51° 58′ 46,2″ N, 9° 55′ 21,7″ O |                      |
| 4025/11    | Apenteichquelle                                   | 1 km N Winzenburg, Freden (Leine)                                       | Karstquelle. Stratigraphie: Quartär-Holozän. Petrographie: Karstquelle der Apen-Teiche in Ton- u. Kalkmergelstein des mittleren Flammenmergel (Alb, Unterkreide), Quellkalk bildend. Im Landschaftsschutzgebiet LSG-HI 62 „Sackwald“.                                                 | 51° 56′ 40,2″ N, 9° 56′ 28,3″ O | weitere Bilder       |
| 4026/01    | Findling (Gneisgranit)                            | im Klosterpark von Lamspringe                                           | Findling. Länge 1,5 m, Breite 1,2 m, Höhe 0,9 m. Stratigraphie: Quartär-Pleistozän. Petrographie: feinkörniger Gneisgranit mit abschuppender Rinde; geringer Biotit-Gehalt. Fundort: nördlich Gehrenrode; Heimatgebiet nicht zu ermitteln.                                            | 51° 57′ 47,9″ N, 10° 0′ 58″ O   | Gneisgranit-Findling |